# Баррелл, На-Шон
На-Шо́н Ба́ррелл (англ. Nah-Shon Burrell; род. 5 февраля 1990, Филадельфия) — американский боец смешанного стиля, представитель средней и полусредней весовых категорий. Выступает на профессиональном уровне начиная с 2010 года, известен по участию в турнирах таких бойцовских организаций как UFC, Bellator, Strikeforce, ACB и др.

## Биография
На-Шон Баррелл родился 5 февраля 1990 года в Филадельфии. Учился в старшей школе в Овербруке, где играл в футбол и занимался лёгкой атлетикой. Был достаточно одарённым подростком, однако из-за своего непростого характера часто ввязывался в драки и нарушал спортивный режим. Однажды увлёкся просмотром записей боёв ММА, и решил посвятить себя смешанным единоборствам.

### Начало профессиональной карьеры
Дебютировал в смешанных единоборствах на профессиональном уровне в июне 2010 года, выиграв у своего соперника техническим нокаутом в первом же раунде. Дрался в различных небольших американских промоушенах, таких как Jake the Snake Promotions, Xtreme Caged Combat, Asylum Fight League и Cage Fury Fighting Championships. Практически из всех поединков выходил победителем, единственное поражение потерпел единогласным решением судей от Криса Кёртиса.

### Strikeforce
Имея в послужном списке пять побед и только одно поражение, в 2011 году Баррелл привлёк к себе внимание крупной американской организации Strikeforce и провёл здесь успешный дебютный поединок. Затем последовали ещё две победы, в том числе победа раздельным решением над довольно сильным бойцом Джеймсом Терри. Впервые проиграл в Strikeforce в мае 2012 года, когда встретился с шведом Крисом Спонгом, и уже в первом раунде рефери остановил бой, зафиксировав технический нокаут.
Баррелл должен был выступить на осеннем турнире Strikeforce, где его соперником являлся бразилец Иури Виллефорт, однако хедлайнер турнира Гилберт Мелендес, чемпион организации в лёгком весе, выбыл из-за травмы, в результате чего организаторы приняли решение отменить весь турнир. А позже сам промоушен Strikeforce прекратил своё существование, в то время как все лучшие бойцы оттуда перешли в более крупную организацию Ultimate Fighting Championship, в том числе перешёл и Баррелл.

### Ultimate Fighting Championship
Бой с Виллефортом всё же состоялся в феврале 2013 года, но уже в рамках UFC — никто из бойцов не хотел уступать, в итоге в достаточно близком поединке судьи единогласно отдали победу Барреллу.
В мае того же года На-Шон Баррелл вышел в октагон против Стивена Томпсона и проиграл ему единогласным судейским решением. На этом его сотрудничество с организацией подошло к концу.

### Bellator MMA
Покинув UFC, вскоре Баррелл присоединился к другой крупной американской организации Bellator MMA. В качестве первого соперника ему здесь предложили Данте Риверу, однако по неизвестной причине тот был снял с турнира, и его заменил Хесус Мартинес. Противостояние между ними продлилось все три раунда, Баррелл уверенно победил по очкам во всех трёх раундах.
В 2014 году стал одним из участников гран-при десятого сезона Bellator в полусреднем весе, по итогам которого должен был определиться официальный претендент на титул чемпиона. Тем не менее, уже в первом же бою на стадии четвертьфиналов его техническим нокаутом на 41 секунде первого раунда остановил россиянин Андрей Корешков, который впоследствии выиграл гран-при и завоевал чемпионский титул.
Последний раз На-Шон Баррелл дрался в клетке Bellator в октябре 2014 года, встретился с соотечественником Майклом Пейджем и уступил ему единогласным решением судей.

### Поздняя карьера
Начиная с 2015 года с переменным успехом Баррелл выступал в менее престижных промоушенах. Один из наиболее значимых поединков в этот период — проигрыш бывшему чемпиону Bellator Лайману Гуду. На кону этого боя стоял титул чемпиона Cage Fury Fighting Championships в полусреднем весе, однако уже в первом раунде Баррелл попался в удушающий приём сзади и вынужден был сдаться.
В 2017 году выступил на турнире крупного российского промоушена Absolute Championship Berkut в Москве, в достаточно близком противостоянии с Бесланом Исаевым уступил решением большинства судей.

## Статистика в профессиональном ММА
| Боёв 32         | Побед 19 | Поражений 12 |
| --------------- | -------- | ------------ |
| Нокаутом        | 12       | 2            |
| Сдачей          | 1        | 1            |
| Решением        | 6        | 9            |
| Не состоявшихся | 1        | 1            |

| Результат    | Рекорд    | Соперник        | Способ                     | Турнир                                        | Дата             | Раунд | Время | Место                    | Примечание                                                            |
| ------------ | --------- | --------------- | -------------------------- | --------------------------------------------- | ---------------- | ----- | ----- | ------------------------ | --------------------------------------------------------------------- |
| Поражение    | 19-12 (1) | Икрам Алискеров | Единогласное решение       | Eagle FC 46: Ли - Санчес                      | 11 марта 2022    | 3     | 5:00  | Флорида, США             |                                                                       |
| Победа       | 19-11 (1) | Кайл Стюарт     | Решением (единогласным)    | CFFC 102 Cage Fury Fighting Championships 102 | 30 октября 2021  | 3     | 5:00  | Пенсильвания, США        |                                                                       |
| Победа       | 18-11 (1) | Хетаг Плиев     | Нокаутом (удар)            | CFFC 99 Cage Fury Fighting Championships 99   | 14 августа 2021  | 3     | 1:56  | Миссисипи, США           |                                                                       |
| Победа       | 17-11 (1) | Мозес Марриетта | Нокаутом (удары)           | CFFC 90 Cage Fury Fighting Championships 90   | 17 декабря 2020  | 1     | 3:00  | Пенсильвания, США        |                                                                       |
| Победа       | 16-11 (1) | Жеймс Валлер    | Сабмишном (удушение сзади) | CFFC 84 Cage Fury Fighting Championships 84   | 17 сентября 2020 | 2     | 2:00  | Миссисипи, США           |                                                                       |
| Поражение    | 15-11 (1) | Рон Столлингз   | Единогласное решение       | CES MMA 52                                    | 17 августа 2018  | 3     | 5:00  | Линкольн, США            |                                                                       |
| Поражение    | 15-10 (1) | Арби Агуев      | Единогласное решение       | ACB 84                                        | 7 апреля 2018    | 3     | 5:00  | Братислава, Словакия     |                                                                       |
| Поражение    | 15-9 (1)  | Альберт Туменов | Единогласное решение       | ACB 80                                        | 16 февраля 2018  | 3     | 5:00  | Краснодар, Россия        |                                                                       |
| Поражение    | 15-8 (1)  | Беслан Исаев    | Решение большинства        | ACB 77                                        | 23 декабря 2017  | 3     | 5:00  | Москва, Россия           |                                                                       |
| Победа       | 15-7 (1)  | Мика Террилл    | TKO (удары руками)         | Xtreme Caged Combat 28                        | 23 июня 2017     | 1     | 1:16  | Филадельфия, США         |                                                                       |
| Поражение    | 14-7 (1)  | Тим Уильямс     | Единогласное решение       | Cage Fury Fighting Championships 59           | 9 июля 2016      | 3     | 5:00  | Филадельфия, США         |                                                                       |
| Победа       | 14-6 (1)  | Дастин Лонг     | TKO (удары руками)         | Global Proving Ground 24                      | 14 мая 2016      | 1     | 4:40  | Вурхис, США              |                                                                       |
| Победа       | 13-6 (1)  | Крис Кёртис     | Раздельное решение         | CES 34: Curtis vs. Burrell                    | 1 апреля 2016    | 5     | 5:00  | Машантакет, США          | Бой в промежуточном весе 79,8 кг; Баррелл провалил взвешивание.       |
| Победа       | 12-6 (1)  | Райан Диксон    | TKO (удары руками)         | Global Proving Ground 22                      | 21 ноября 2015   | 2     | 0:29  | Вурхис, США              |                                                                       |
| Поражение    | 11-6 (1)  | Лайман Гуд      | Сдача (удушение сзади)     | Cage Fury Fighting Championships 48           | 9 мая 2015       | 1     | 3:47  | Атлантик-Сити, США       | Бой за титул чемпиона CFFC полусреднем весе.                          |
| Победа       | 11-5 (1)  | Райан Ходж      | TKO (удары руками)         | New England Fights: Fight Night 16            | 7 февраля 2015   | 1     | 3:16  | Льюистон, США            | Бой в среднем весе.                                                   |
| Поражение    | 10-5 (1)  | Майкл Пейдж     | Единогласное решение       | Bellator 128                                  | 10 октября 2014  | 3     | 5:00  | Такервилл, США           |                                                                       |
| Поражение    | 10-4 (1)  | Андрей Корешков | TKO (удары)                | Bellator 112                                  | 14 марта 2014    | 1     | 0:41  | Хаммонд, США             | Четвертьфинал гран-при 10 сезона Bellator в полусреднем весе.         |
| Победа       | 10-3 (1)  | Хесус Мартинес  | Единогласное решение       | Bellator 108                                  | 15 ноября 2013   | 3     | 5:00  | Атлантик-Сити, США       |                                                                       |
| Не состоялся | 9-3 (1)   | Майк Уэйд       | NC (результат отменён)     | Richmond Rumble MMA                           | 28 сентября 2013 | 3     | 5:00  | Ричмонд, США             | Изначально было раздельное решение, но затем этот результат отменили. |
| Поражение    | 9-3       | Стивен Томпсон  | Единогласное решение       | UFC 160                                       | 25 мая 2013      | 3     | 5:00  | Лас-Вегас, США           |                                                                       |
| Победа       | 9-2       | Иури Виллефорт  | Единогласное решение       | UFC 157                                       | 23 февраля 2013  | 3     | 5:00  | Анахайм, США             | Бой в промежуточном весе 79,7 кг; Баррелл провалил взвешивание.       |
| Поражение    | 8-2       | Крис Спонг      | TKO (удары)                | Strikeforce: Barnett vs. Cormier              | 19 мая 2012      | 1     | 3:25  | Сан-Хосе, США            |                                                                       |
| Победа       | 8-1       | Джеймс Терри    | Раздельное решение         | Strikeforce: Rockhold vs. Jardine             | 7 января 2012    | 3     | 5:00  | Лас-Вегас, США           |                                                                       |
| Победа       | 7-1       | Лукас Леш       | TKO (удары)                | Strikeforce Challengers: Gurgel vs. Duarte    | 12 августа 2011  | 2     | 2:09  | Лас-Вегас, США           |                                                                       |
| Победа       | 6-1       | Джо Рэй         | Единогласное решение       | Strikeforce: Overeem vs. Werdum               | 18 июня 2011     | 3     | 5:00  | Даллас, США              | Бой в промежуточном весе 81,6; оба бойца провалили взвешивание.       |
| Победа       | 5-1       | Дерил Харрис    | KO (удар коленом)          | Cage Fury Fighting Championships 8            | 20 мая 2011      | 2     | 1:32  | Атлантик-Сити, США       |                                                                       |
| Победа       | 4-1       | Крейг Тим       | TKO (удары руками)         | Cage Fury Fighting Championships 6            | 5 февраля 2011   | 3     | 3:34  | Атлантик-Сити, США       |                                                                       |
| Победа       | 3-1       | Роберт Карпора  | TKO (удары руками)         | Asylum Fight League 32                        | 5 ноября 2010    | 2     | 3:34  | Филадельфия, США         |                                                                       |
| Поражение    | 2-1       | Крис Кёртис     | Единогласное решение       | Xtreme Caged Combat: Hostile Intent           | 1 октября 2010   | 3     | 5:00  | Феастервилл-Тревос, США  |                                                                       |
| Победа       | 2-0       | Хуан Гарсия     | TKO (удары руками)         | Xtreme Caged Combat: Onslaught                | 16 июля 2010     | 1     | 4:24  | Феастервилл-Тревос, США  |                                                                       |
| Победа       | 1-0       | Бред Поул       | TKO (удары руками)         | Jake the Snake Promotions: Cage Time 2        | 19 июня 2010     | 1     | 3:28  | Ошен-Сити, Мэриленд, США |                                                                       |